# Emmetropia
Emetropia, miarowość oka (gr. émmetros ‘na miarę, miarowy’ + óps ‘oko’) – termin stosowany w okulistyce i optometrii, służący do określenia prawidłowego widzenia, czyli prawidłowego ogniskowania światła na siatkówce oka. Jej przeciwieństwem jest ametropia.